# Argyrobryum blindii
Argyrobryum blindii là một loài Rêu trong họ Bryaceae. Loài này được (Bruch & Schimp.) Kindb. mô tả khoa học đầu tiên năm 1883.